# 三原县
三原县是中华人民共和国陕西省咸阳市的一个县，位于咸阳市东南部边缘、秦都区东北方向。总人口約41万人，在市内与礼泉、泾阳两县相邻。市外与渭南、铜川、西安三市相邻。区域总面积为576.7平方公里。

## 历史
古称“池阳”。自北魏太武帝太平真君七年（446年），置县。《元和郡县志》：“以其地西有孟侯原，南曰丰原，北曰白鹿原，故名”。
明清两代，三原商人为著名的陕商商帮的主力，输粮、布、茶于西北“三边”换取盐引，挟资千万，前往两淮、四川支盐，从事盐业贸易。

## 人口
2020年，全县年末总户数133144户，户籍总人口405209人。其中：城镇人口203878人，乡村人口201331人。总人口中男性205230人，女性199979人，人口性别比为102.6。全年出生3995人，人口出生率为9.86‰，出生人口性别比为111（以女孩为100）。

## 地理
三原县位于陕西省中部，渭河平原北部，泾河下游。

### 气候
属暖温带大陆性季风气候，四季分明，气候温和。

### 交通
公路交通较为发达，可短时间内直达西安市区、咸阳机场及咸阳市区。铁路则有咸铜线（未电气化）过境以及位于其上的铁路三原站（以货运为主，办理少量客运）。

## 行政区划
三原县下辖1个街道办事处、9个镇：
城关街道、陂西镇、独李镇、大程镇、西阳镇、鲁桥镇、陵前镇、新兴镇、嵯峨镇和渠岸镇。
三原县处于多个地级市的交汇地带。该县东部及东南部与西安市高陵区、阎良区、临潼区、未央区相邻，东北部及北部接壤渭南市富平县和铜川市耀州区。

## 交通
- 210国道过境。

## 特产
三原蓼花糖、三原小磨香油：中国地理标志产品。

## 文化名胜
- 县境内有全国重点文物保护单位4处。闻名遐迩的三原城隍庙、古龙桥、兼具南秀北雄之美的李靖故居、雕刻精绝的孟店民宅、造形奇俊的文峰木塔、柏社古窑等。
- 该县饮食文化丰富，各种小吃别具特色，远近闻名。

## 学校
- 县境内有陕西省普通高中示范性学校2所。三原县北城中学，三原县南郊中学。